# Функциональные блоки мозга
Общая структурно-функциональная модель мозга — концепция мозга как материального субстрата психики, разработанная А. Р. Лурией на основе изучения нарушений психической деятельности при различных локальных поражениях центральной нервной системы. Согласно данной модели, мозг может быть разделён на три основных блока, которые имеют собственное строение и роль в психическом функционировании:
1. Энергетический
2. Приём, переработка и хранение экстероцептивной информации
3. Программирование, регуляция и контроль за сознательной психической деятельностью

## Функциональные блоки мозга
Каждая отдельно взятая психическая функция обеспечивается согласованной работой всех трёх блоков, при нормальном развитии. Блоки объединяются в так называемые функциональные системы, которые представляют сложный динамический, высоко дифференцированный комплекс звеньев, находящихся на различных уровнях нервной системы и принимающих участие в решении различных приспособительных задач.

### 1-й блок: энергетический
Функция энергетического блока состоит в регуляции общих изменений активации мозга (тонус мозга, уровень бодрствования) и локальных избирательных активационных изменений, необходимых для осуществления высших психических функций.
Энергетический блок включает в себя:
- ретикулярная формация ствола мозга
- неспецифические структуры среднего мозга
- диэнцефальные отделы
- лимбическая система
- медиобазальные отделы коры лобных и височных долей

Если болезненный процесс станет причиной отказа в нормальной работе 1-го блока, то следствием будет понижение тонуса коры головного мозга. У человека становится неустойчивым внимание, появляется патологически повышенная истощаемость, сонливость. Мышление теряет избирательный, произвольный характер, который оно имеет в норме. Эмоциональная жизнь человека изменяется, он либо становится безразличным, либо патологически встревоженным.

### 2-й блок: приём, переработка, хранение экстероцептивной информации
Блок приёма, переработки и хранения экстероцептивной информации включает в себя центральные части основных анализаторов — зрительного, слухового и кожно-кинестетического. Их корковые зоны расположены в затылочных, височных и теменных долях мозга соответственно. Формально сюда можно включить и центральные части вкусовой и обонятельной модальностей, однако в коре головного мозга они представлены незначительно по сравнению с основными сенсорными системами.
В основе данного блока лежат первичные проекционные зоны коры головного мозга, выполняющие задачу идентификации стимула. Основная функция первичных проекционных зон — тонкая идентификация свойств внешней и внутренней среды на уровне ощущения.
Нарушения второго блока: в пределах височной доли — может существенно пострадать слух; поражение теменных долей — нарушение кожной чувствительности, осязания (больному сложно узнать предмет на ощупь, нарушается ощущение нормального положения тела, что влечёт за собой потерю чёткости движений); поражения в затылочной области и прилегающих участков мозговой коры — ухудшается процесс приёма и обработки зрительной информации. Модальная специфичность является отличительной чертой работы мозговых систем 2-го блока.

### 3-й блок: программирование, регуляция и контроль
Блок программирования, регуляции и контроля за протеканием сознательной психической деятельности, согласно концепции А. Р. Лурии, занимается формированием планов действий. Локализуется в передних отделах полушарий мозга, расположенных впереди от передней центральной извилины (моторные, премоторные, префронтальные отделы коры головного мозга), в основном в лобных долях.
Поражения данного отдела мозга ведут к нарушениям опорно-двигательного аппарата, движения теряют свою плавность, двигательные навыки распадаются. При этом переработка информации и речь не подвергаются изменениям. При сложных глубоких повреждениях коры лобной области, возможна относительная сохранность двигательных функций, но действия человека перестают подчиняться заданным программам. Целесообразное поведение заменяется инертным, стереотипным либо импульсивными реакциями на отдельные впечатления.